# Marcipa crocataria
Marcipa crocataria är en fjärilsart som beskrevs av Pierre Joseph Pelletier 1978. Marcipa crocataria ingår i släktet Marcipa och familjen nattflyn. Inga underarter finns listade i Catalogue of Life.